# Acanthorhynchus
Acanthorhynchus is een geslacht van zangvogels uit de familie honingeters (Meliphagidae).

## Soorten
Het geslacht kent de volgende soorten:
- Acanthorhynchus superciliosus – Roesthalshoningvogel
- Acanthorhynchus tenuirostris – Zwarthalshoningvogel